# Замошшя (Борисовський район)
Замошшя (біл. вёска Замошье) — село в складі Борисовського району Мінської області, Білорусь. Село підпорядковане Іканській сільській раді, розташоване в північно-східній частині області.